# Путна (річка)
Путна (рум. Putna) — річка в Румунії, у повіті Вранча. Права притока Серету (басейн Чорного моря).

## Опис
Довжина річки 144 км, середньорічні витрати води у гирлі — 16,2 м³/с, найкоротша відстань між витоком і гирлом — 87,23 км, коефіцієнт звивистості річки — 1,65. Площа басейну водозбору 2720 км².

## Розташування
Бере початок у селі Паулешть повіту Вранча. Спочатку тече на північний схід через Грешу, потім переважно на південний схід і біля села Колієній-Векі впадає у річку Серет, ліву притоку Дунаю.
Притоки: Коза (рум. Coza, Зебаля (рум. Zăbala) (праві); Візауць (рум. Vizăuți), Гаурілє (рум. Găurile) (ліві).
Основні населені пункти вздовж берегової смуги від витоку до гирла: Тульніч, Бирсешть, Пояна, Прісака, Скафарі, Відра, Путна, Гараофа, Жорешть, Фокшани.

## Цікаві факти
- На початку річка протікає природним парком Путна.
- У селі Гараофа річку перетинає євроавтошлях Е85.[1]

## Галерея

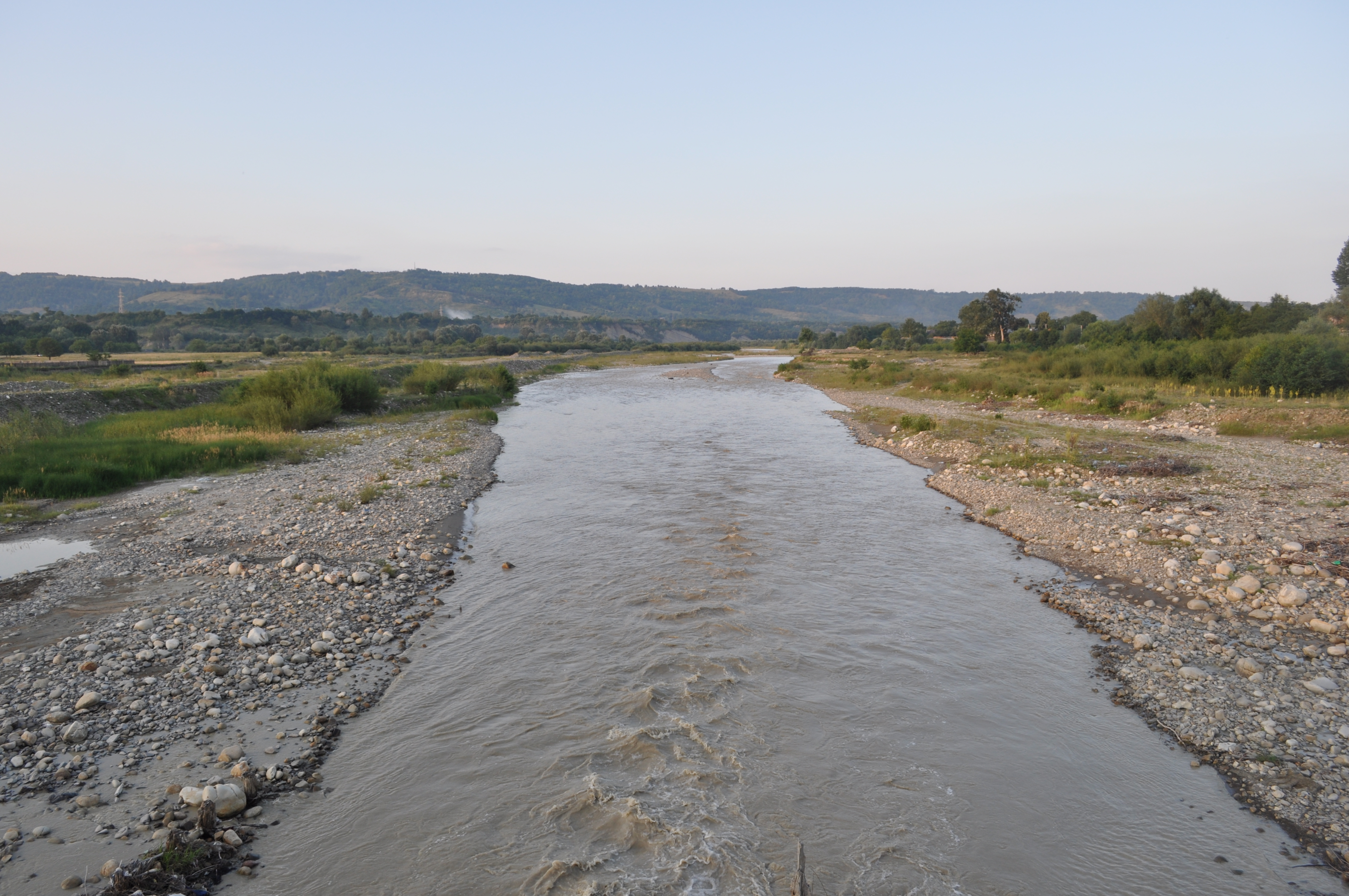